# أليسيا موسكا
أليسيا موسكا (بالإيطالية: Alessia Mosca)‏ هي سياسية إيطالية من الحزب الديمقراطي ولدت في يوم 23 مايو 1975 في مدينة مونزا في إيطاليا. أكملت دراسة العلوم السياسية في جامعة فلورنسا، كما حصلت على شهادة الأستاذية في الفلسفة من جامعة القلب المقدس الكاثوليكية وعلى شهادة أستاذية أخرى في العلاقات الخارجية من جامعة جونز هوبكينز. أنتخبت كعضوة في مجلس النواب الإيطالي في سنة 2008 وفي سنة 2014 أصبحت عضوة في البرلمان الأوروبي.